# 이형종 (1989년)
이형종(李炯宗, 1989년 6월 7일 ~ )은 KBO 리그 키움 히어로즈의 외야수, 내야수이다.

## 아마추어 시절
서울고등학교 시절 2007년 광주제일고등학교와의 대통령배 고교 야구 대회 결승전에서 끝내기 안타를 허용하며 패전 투수가 됐으나 그가 보여준 눈물은 야구 팬들에게 깊이 각인됐다. 그 날의 경기로 '눈물의 에이스'라는 별칭을 얻었다.

## LG 트윈스시절
2008년에 1차 지명을 받아 입단했으나 시즌 전 팔꿈치 부상으로 인대 접합 수술을 받아 2009년까지 재활했다. 2010년에는 시범 경기에 등판해 감각을 익혔으나 당시 감독이었던 박종훈이 "아직 싸울 준비가 되지 않았다" 며 그를 개막 엔트리에서 제외하자 "군대나 가겠다"라는 발언을 해 크게 물의를 빚었다. 하지만 곧 오해를 풀고 1군에 합류해 2010년 5월 16일 롯데전에서 5이닝 2실점, 2탈삼진(최고 구속 152km/h)로 데뷔 첫 선발 승을 거뒀다. 하지만 두산전 이후 팔꿈치 부상이 재발해 다시 2군에 내려가자 "힘들어 못 하겠다"라는 발언을 하며 팀을 이탈했다. 2010년 8월 10일에 임의 탈퇴됐다. 그의 팀 이탈과 함께 서승화까지 "야구를 그만두겠다"는 말을 하면서 팀의 투수진 분위기가 어수선해졌고, 이러한 사건들로 인해 투수 자원이 부족해지자 2010년 7월 28일 투수 자원을 확보하기 위해 SK 와이번스와 4:3 대형 트레이드를 단행했다. 임의 탈퇴 조치 후 골프 선수로 전향하려 했지만 야구로 다시 돌아섰고, 팔꿈치와 허리 부상 이력이 겹쳐 2012년 6월에 병역 면제 판정을 받았다. 현역 복귀 의사를 밝힌 후 임의 탈퇴 해제 전까지 몸을 만들기 위해 팀의 전 트레이너였던 김병곤이 개원한 트레이닝 센터에서 재활을 병행했다. 그리고 당시 재활군 코치였던 계형철의 지도 하에 재활을 강화했고, 2013년 6월 18일에 임의 탈퇴가 해제됐다.
임의탈퇴 해제 후 2군에 복귀했으나 더 이상 투수로는 가망이 없다고 판단해 2014년에 신고선수로 전환된 뒤 외야수로 전향했다.

## 키움 히어로즈시절
2022년 11월 24일 계약 기간 4년, 2023년 시즌 연봉 1억 2,000만원, 2024년 시즌 연봉 6억 8,000만원, 2025년~2026년 시즌 연봉 각각 6억 등 총액 20억원에 퓨처스 FA 계약을 체결하며 이적하였다.

## 출신 학교
- 서울화곡초등학교
- 양천중학교
- 서울고등학교

## 통산 기록
- 투수 기록

| 연도 | 팀명  | 평균자책점 | 경기 | 완투 | 완봉 | 승 | 패 | 세 | 홀 | 승률  | 타자 | 이닝 | 피안타 | 피홈런 | 볼넷 | 사구 | 탈삼진 | 실점 | 자책점 |
| ---- | ----- | ---------- | ---- | ---- | ---- | -- | -- | -- | -- | ----- | ---- | ---- | ------ | ------ | ---- | ---- | ------ | ---- | ------ |
| 2010 | LG    | 6.52       | 2    | 0    | 0    | 1  | 0  | 0  | 0  | 1.000 | 43   | 9.2  | 11     | 1      | 5    | 0    | 5      | 7    | 7      |
| 통산 | 1시즌 | 6.52       | 2    | 0    | 0    | 1  | 0  | 0  | 0  | 1.000 | 43   | 9.2  | 11     | 1      | 5    | 0    | 5      | 7    | 7      |

- 타자 기록

| 연도 | 팀명  | 타율  | 경기 | 타수 | 득점 | 안타 | 2루타 | 3루타 | 홈런 | 루타 | 타점 | 도루 | 도실 | 볼넷 | 사구 | 삼진 | 병살 | 실책 |
| ---- | ----- | ----- | ---- | ---- | ---- | ---- | ----- | ----- | ---- | ---- | ---- | ---- | ---- | ---- | ---- | ---- | ---- | ---- |
| 2016 | LG    | 0.282 | 61   | 124  | 14   | 35   | 4     | 2     | 1    | 46   | 14   | 1    | 0    | 15   | 2    | 20   | 3    | 0    |
| 2017 | LG    | 0.265 | 128  | 377  | 57   | 100  | 18    | 0     | 9    | 145  | 44   | 11   | 6    | 40   | 11   | 73   | 7    | 2    |
| 2018 | LG    | 0.316 | 118  | 437  | 83   | 138  | 27    | 0     | 13   | 204  | 42   | 6    | 4    | 31   | 12   | 82   | 6    | 1    |
| 2019 | LG    | 0.286 | 120  | 419  | 56   | 120  | 24    | 1     | 13   | 185  | 63   | 6    | 5    | 42   | 10   | 78   | 9    | 2    |
| 2020 | LG    | 0.296 | 81   | 287  | 41   | 85   | 17    | 2     | 17   | 157  | 50   | 1    | 0    | 27   | 7    | 61   | 7    | 4    |
| 2021 | LG    | 0.218 | 90   | 239  | 32   | 52   | 11    | 0     | 10   | 93   | 34   | 3    | 1    | 34   | 7    | 65   | 10   | 2    |
| 2022 | LG    | 0.264 | 26   | 53   | 3    | 14   | 3     | 0     | 0    | 17   | 7    | 0    | 0    | 5    | 1    | 10   | 0    | 2    |
| 2023 | 키움  | 0.215 | 99   | 316  | 35   | 68   | 22    | 1     | 3    | 101  | 37   | 0    | 0    | 39   | 14   | 78   | 11   | 2    |
| 2024 | 키움  | 0.216 | 35   | 102  | 19   | 22   | 3     | 0     | 4    | 37   | 19   | 1    | 0    | 22   | 1    | 27   | 1    | 1    |
| 통산 | 9시즌 | 0.269 | 758  | 2354 | 340  | 634  | 129   | 6     | 70   | 985  | 310  | 29   | 16   | 255  | 65   | 494  | 54   | 14   |